# Вольрат, Альберт Хенрикович
Альберт Хенрикович Вольрат (21 октября 1903, Ревель — 10 апреля 1978, Таллин) — эстонский футболист и советский футбольный тренер.

## Биография
В юности занимался греко-римской борьбой, был чемпионом Эстонии в весе «пера», в 18 лет занял четвёртое место на чемпионате мира. Как футболист выступал за эстонские команды «Спорт» и «Спартак». В 1927 году играл за Ференцварош (Будапешт).
Рано завершив карьеру футболиста, Вольрат работал главным массажистом в сборной Венгрии на Олимпийских играх в Амстердаме. Работал в тренерском штабе сильных европейских клубов «Ференцвароша», Барселоны и лондонского «Арсенала». По возвращении в Эстонию некоторое время занимался гостиничным бизнесом, но после вхождения республики в состав СССР собственность Вольрата была национализирована. Во время немецкой оккупации Эстонии тренировал клуб «Тервис» (Пярну) и стал двукратным бронзовым призёром чемпионата страны (1942, 1943).
В 1940-е годы Альберт Вольрат успешно работал в московском «Спартаке». При нём в 1946—1947 гг. команда дважды выиграла Кубок СССР. Одним из первых специалистов в советском футболе ввёл интенсивные физические нагрузки. Вольрат уделял большое внимание культуре паса и занимался поиском талантливых футболистов среди молодёжи. Футболистам и любителям футбола запомнился интеллигентной «европейской» манерой общения.
После ухода из «Спартака» работал в командах из Эстонской ССР.